# Franz Anton von Elsnitz
Freiherr Franz Anton von Elsnitz (Vienna, 28 settembre 1748 – Enzersdorf am Gebirge, 31 dicembre 1825) è stato un militare austriaco. In particolare, fu attivo durante le guerre rivoluzionarie francesi.

## Biografia
Nacque a Vienna il 28 settembre 1746. Frequentò l'Accademia militare Teresiana, dalla quale uscì il 1° giugno 1763, entrando nel 59° reggimento Daun, venendo trasferito quello stesso anno nella guardia imperiale austriaca, precisamente nel Erste Arcieren-Leibgarde, come sottotenente. Si trasferì nel 1766 nel reggimento di corazzieri Zezschwitz, dove ottenne le promozioni a capitano nel 1775 e a maggiore nel 1786, combattendo anche nella guerra di successione bavarese. Dopo aver cambiato nuovamente reggimenti, tra il 1788 ed il 1791 prese parte alla guerra austro-turca, combattendo anche nell'assedio di Belgrado e guadagnandosi una promozione a tenente colonnello nel 1790.
Nel dicembre 1792, combattendo nel reggimento di dragoni del generale Karacsay contro i francesi, ottenne la promozione a colonnello. In seguito, nel 1793, il suo reggimento si spostò sotto il comando del principe di Sassonia-Coburgo-Saalfeld e fu impiegato nei Paesi Bassi austriaci, prendendo parte a numerosi eventi bellici: fu presente all'assedio di Valenciennes, alle battaglie di Tourcoing, di Tournai e di Fleurus, prima di essere spostato sul medio corso del Reno nel 1795. In questa fase del conflitto, si distinse nell'inseguimento dei francesi dopo uno scontro a Magonza il 23 ottobre e poi a Tellheim. Promosso a maggior generale nel 1796, combatté sotto il comando del generale Wartensleben e dell'arciduca Carlo nell'Armata del Basso Reno: si distinse nel corso della battaglia di Würzburg e nel successivo inseguimento dei francesi, in particolare a Giessen, dove venne nominato personalmente nel rapporto del generale Kray. Rimase in Germania sino al termine del conflitto.
Nel 1799 servì in Italia. Si distinse immediatamente nei primi due scontri di Verona e di Magnano, respingendo abilmente gli attacchi dei francesi. Fu in seguito impiegato nell'assedio di Mantova, dove il 1° maggio respinse una sortita della guarnigione francese. Rimasto sino al termine dell'assedio, ottenne la nomina a tenente feldmaresciallo verso i primi giorni di ottobre dello stesso anno. Nel 1800 servì durante l'avanzata dell'esercito austriaco in Liguria, in particolare fu assegnato al comando delle truppe austriache sulla Riviera di Ponente, dove affrontò e sconfisse il generale Suchet in ripetute occasioni e guidò le truppe austriache sino al Var. Dopo l'improvviso arrivo di Bonaparte, fu sonoramente sconfitto dall'esercito francese sul Colle di Tenda, raggiungendo poi Alessandria, come richiesto dal comandante von Melas. Partecipò alla battaglia di Marengo, guidando una divisione di cavalleria sotto il generale Hadik e rimanendo ferito negli scontri. Il 25 settembre 1800 ottenne il congedo. Ritornò nell'esercito come ispettore, incarico che mantenne dal 15 settembre 1802 fino alla fine del 1809, quando finalmente si ritirò. Morì il 31 dicembre 1825 a Enzersdorf am Gebirge, vicino a Vienna.

## Discendenza
Ebbe diversi figli, due dei quali seguirono le sue orme, intraprendendo la carriera militare e diplomandosi all'Accademia militare di Wiener-Neustadt. Il primo, Franz Anton, nacque nel 1784 ed ereditò il titolo nobiliare paterno mentre il secondo, Friedrich Joseph, nacque nel 1788.